# Howard Kelly
Howard Kelly, ameriški ginekolog, * 20. februar 1858, Camden, New Jersey, Združene države Amerike, † 12. januar 1943, Baltimore, Maryland, Združene države Amerike.

## Življenjepis
Howard Atwood Kelly, navadno Howard Kelly ali kar Kelly (* 20. februar 1858 † 12. januar 1943) – je bil ameriški ginekolog, profesor in pisatelj ter eden od “Štirih velikih” (“Big Four”) profesorjev in zdravnikov, ter utemeljiteljev najsodobnejše ameriške bolnišnice vse do danes, Johns Hopkins Hospital v Baltimoru, Maryland. 

### Mladost
Howard se je rodil 20. februarja 1858 v kraju Camden, v zvezni državi ZDA New Jerseyu. Oče je bil Henry Kuhl Kelly, uspešen dobavitelj sladkorja, mati pa Louisa W. Hard, hči episkopalnega pastorja. Že od zgodnje mladosti je pokazal zanimanje za znanost, zlasti za biologijo  in botaniko . To vedoželjnost je spodbujala tudi njegova mati, ki je pogosto vabila na dom člane filadelfijskih znanstvenih družb, da bi lahko ostajala doma v družini, ter tam posredovala znanje Howardu ter njegovim bratom in sestram, ki jih je bilo skupaj devet. 

Kelly se je vpisal na Pensilvanijsko univerzo jeseni 1873 ko član zavodskega razreda 1877. Kot maturant je dobil »Latinsko nagrado« (»Latin Prize«). Med zavodskimi leti je bil predsednik “Franklin Scientific Society” in član društva “Zeta Psi fraternity”. Kmalu po odhodu iz zavoda se je Kelly vpisal na “Penn's Medical School“ kot član zdravstvenega razreda 1879. Kot študent medicine je Kelly prejel »anatomsko nagrado« v prikazu anatomije. Doktoriral je 1882, ko je dve leti počival od napetega dela. V tem času je raziskoval kot cowboy ameriški Zahod, največ Kolorado, kot ravnatelj “Rothrock's School of Physical Culture”, prvega ameriškega zasebnega tabora. Iz tega obdobja izhaja tudi “Zgodba o kozarcu mleka”. 

### Vzpon
Študirat je odšel na Univerzo v Pensilvaniji, kjer je diplomiral 1877 in dosegel doktorat iz medicine 1882. Nekaj let je bil član medicinske fakultete na McGill University. Ko je izpopolnil svojo zdravstveno izobrazbo, je odšel v Kensington, kjer je prakticiral ginekologijo. Kelly je obiskoval najboljše zdravnike trebušnih in medeničnih operacij v Evropi, zlasti Pasteurja in Listerja.  

1888 se je vrnil na Pensilvanijsko univerzo, da bi postal izredni profesor porodništva in babištva; medtem je v Filadelfiji ustanovil Kensingtonsko žensko bolnišnico. 

1888 je bil Kelly že odličen mlad porodničar in je prišel pomagat ustanavljat medicinsko šolo na Johns Hopkins University v Baltimoru. Na prvem zborovanju nastajajoče ameriške Ginekološke družbe je objavil, da je opravil prvi uspešni carski rez v Filadelfiji v 51 letih – in sicer, da je preživela poseg tudi mati. To pomeni, da je bil edini uspešno opravljeni carski rez pol stoletja pred tem! Zelo malo poslušalcev, ki jih je nagovoril, je sploh kdaj poskušalo opraviti kak carski rez, kajti v tistem času se je postopek redno končeval z materino smrtjo. 

Leta 1889 je v starosti 31 bil že znan kot prvi profesor ginekologije in porodništva na Johns Hopkins University in ginekološki kirurg na Johns Hopkins Hospitalu. Drugi "Štirje Veliki (Big Four)" ustanovitelji so bili: profesor medicine Osler, splošno znan po Pensilvaniji leta 1889; tudi profesor kirurgije Halsted; kakor tudi Welch, profesor za patologijo. Med svojo 30-letno kariero na Hopkinsu je ustvaril nove kirurške pristope k ženskim boleznim in izumil številne zdravstvene pripomočke, vključno s cistoskopom. Bil je eden prvih, ki je uporabil radij za zdravljenje raka, in sicer z ustanovitvijo Kellyjeve klinike v  Baltimoru, ki je postala eno od glavnih središč v državi za radioterapijo v tistem času.
 Pomemben Kellyjev izum je bila uporaba katetra z voščeno konico za odkrivanje materničnih kamnov in za spremljanje operacije popkovne kile. 

## Osebno življenje
1889 se je poročil z Leticijo Bredow, hčerko profesorja Justa Bredowa; imela sta devet otrok.
Kelly je bil pobožen evangeličanski kristjan in je bil znan po svojem javnem izpovedovanju vere. Kelly je bil nekaj časa poslovodja pri Moody Bible Institute, ter je napisal članek z naslovom A scientific man and the Bible: A Personal Testimony , kjer je izrazil svoja najbolj notranja prepričanja, tudi o Kristusovem  božanstvu . To je objavil v prvem zvezku knjige The Fundamentals, ki je temeljno delo Krščanske fundamentalke. V dodatku je napisal 1926  How I Study My Bible .
Zanimivo, da je on, ki je bil prepričan kristjan, bil prijatelj pisatelja Menckna, ki je bil ateist - ter se je na njegovo pisanje pogosto skliceval.

## Zgodba o kozarcu mleka
| Angleški izvirnik – »Paid with a glass of milk« | Slovenski prevod – »Plačano s kozarcem mleka« |
| --- | --- |
| One day, a poor boy who was selling goods from door to door to pay his way through school, found he had only one dime and he was hungry. He decided he would ask for a meal at the next house. When a lovely young woman opened the door, he lost his nerve. Instead of a meal, he asked for a drink of water. She thought he looked hungry so she brought him a large glass of milk. He drank it slowly, and then asked: "How much do I owe you?" "You don't owe me anything," she replied. "Mother has taught us never to accept pay for a kindness." He said, "Then I thank you from my heart." As Howard Kelly left that house, he not only felt stronger physically, but his faith in God and man was renewed. Many years later that young woman became critically ill with a rare disease that baffled the local doctors; finally sent her to the big city for further consultations. Among the specialists was Dr. Howard Kelly, who, upon hearing the lady’s name and the name of her town, remembered the kind girl from his past. Dressed in his doctor's gown, he went down the hall to her room and recognized her at once. He went back to the consultation room determined to do his best to save her life. From that day, he gave special attention to the case. After a long struggle, the battle was won. Dr. Kelly requested the business office to send the final bill to him for approval before delivering it to her room. The patient was afraid to open the envelope because she knew it would take the rest of her life to pay it off. Then something caught her attention on the side of the bill and she saw the words, "Paid in full with one glass of milk” signed by Dr. Howard Kelly. | Nekega dne je ubog fant prodajal blago od vrat do vrat, da bi plačal svoje šolanje. Opazil je, da ima sama en belič – in bil je lačen. Odločil se je, da bo prosil za hrano v naslednji hiši. Ko pa mu je odprla vrta ljubko mlado dekle, mu je upadel pogum; namesto za jed je prosil za kozarec vode. Pomislila je, da je lačen in mu prinesla velik kozarec mleka. Popil ga je počasi in nato vprašal: »Koliko sem za to dolžen?« »Ne dolguješ mi ničesar,« je odgovorila. »Mati nas je naučila, da naj za prijaznost nikoli ne sprejmemo plačila.« On je dejal: »Tedaj pa se Vam prisrčno zahvalim.« Ko je Howard Kelly zapustil hišo, ni bil le telesno močnejši, ampak se je okrepila tudi njegova vera v Boga in človeka. Mnogo let pozneje je tista deklica, ki je odrastla, nevarno zbolela za redko boleznijo in ji krajevni zdravniki niso vedeli pomoči; zato so jo poslali v veliko mesto na daljnje zdravljenje. Med izvedenci je bil dr. Kelly; ko je zaslišal, od kod prihaja, se je spomnil ljubke deklice iz svoje preteklosti. Oblečen v svoja zdravniška oblačila je odšel po dvorani do njene sobe in jo takoj spoznal. Vrnil se je v sobo za posvetovanje in sklenil, da bo po svoji moči napravil vse za rešitev njenega življenja. Od tega dne se je posebej posvetil temu primeru; po dolgem boju je bila bitka dobljena. Doktor Kelly je zahteval od poslovodja končni obračun v potrditev, preden bi ga odnesli v nejeno sobo. Bolnica se je bala odpreti kuverto, ker je vedela, da bo potrebovala celo svoje življenje za odplačevanje stroškov zdravljenja; potem pa so pritegnile njeno pozornost s svinčnikom napisane besede ob robu lista: »V celoti plačano z enim kozarcem mleka!« - podpisan dr. Kelly. |

Zgodba o kozarcu mleka je nastala okrog 1890; ker so jo velikokrat pripovedovali in prepisovali, so jo dopolnjevali in obarvali malo romantično; tudi danes je znana v več različicah. V jedru pa je resnična. Govori namreč o tem, da je zdravil zastonj neko dekle, ki mu je dala namesto zaprošene čaše vode kozarec mleka, ko je bil »potrt in obupan« mnogo let poprej, preden si je opomogel. V resnici on ni bil nikoli »potrt in obupan«, kajti njegova vera je bila vedno čvrsta. Dejstvo, da je zdravil zastonj dekle, ki mu je nekdaj izkazala dobroto, ni bilo izjemno:  75% svojih operacij je opravil brezplačno, čeprav je bogatašem krepko zaračunal stroške. Ne le da je večino zdravil zastonj – plačeval jim je tudi patronažne sestre, ki so jih na domu obiskovale in negovale; za revnejše bolnike – takrat namreč še ni bilo zdravstvenega zavarovanja – je ustanovil posebno bolnišnico, ki jo je sam vzdrževal.  

## Dela
Objavil je okrog 300 člankov v zdravstvenih časopisih in izdajah. Skupaj z zdravnikom C. P. Noble-jem je napisal: 
- Gynecology and Abdominal Surgery (I. del 1907; II. del 1908), in še sam:
- Operative Gynecology (dva dela, 1899)
- The Vermiform Appendix and its Diseases (1905, 1909)
- Walter Reed and Yellow Fever (1906, 1907)
- Medical Gynecology (1908)
- Gynecology and abdominal surgery, s Charles P. Noble-jem (1908)
- Myomata of the Uterus, s T. S. Cullenom (1909)
- Cyclopedia of American Medical Biography (1912)
- American Medical Botanists (1913)
- Diseases of the Kidneys, Ureters, and Bladder, s C. F. Burnam-mom, (dva dela, 1914)
- American Medical Biographies s Walter L. Burrage-jem (1920), 2. izdaja Cyclopedia of American Medical Biography
- Dictionary of American medical biography; lives of eminent physicians of the United States and Canada, from the earliest times s Walter L. Burrage-jem (1928), 3. izd. Cyclopedia of American Medical Biography
- Electrosurgery, s Grant E. Ward-om (1932)

### Priznanja
Dosežki na njegovih posebnih področjih so mu prinesli mnogo priznanj. Prejel je častni naslov doktorja prava (LLD) od Aberdeenske univerze in Vašingtonske univerze v Leeju, kakor tudi Pensilvanijske univerze; bil je predsednik Southern Surgical and Gynecological Society leta 1907 in American Gynecological Society 1912. Bil je sodelavec ali častni član porodniških, babiških in ginekoloških družb v Angliji, Škotski, Franciji , Nemčiji, Avstriji in Italiji.
Po njem je imenovana onkološka služba »The Johns Hopkins Kelly Gynecologic Oncology«.
Leta 1943 so v ZDA »krstili« zavezniško ladjo z imenom "Howard A. Kelly .

## Smrt in dediščina
Glede krščanstva ni imel dvomov, čeprav bi na to sklepali iz zgodbe o kozarcu mleka – vera mu je bila marveč nekaj tako naravnega kot je nam dihanje. Svoje osebno prepričanje je potrjeval tudi s svojimi dejanji. Ne le, da je tri četrtine svojih bolnikov zdravil brezplačno; poleg tega je 30% svojih dohodkov namenil za številne dobrodelne ustanove kot je fantovsko taborjenje, sirotišnica ali bolnišnica. Ko je umiral v starosti 85 let, v smrtnih urah svoje žene, je bil popolnoma povezan s Kristusom in pripravljen za nebesa. Zadnje njegove besede so bile: »Sestra, moje sveto pismo!« 
Kelly je umrl v Baltimoru dne 12. janurja 1943. Njegova žena, rojena kot Laetitia Bredon, je umrla stara 53 let, v isti sobi le ena vrata naprej v Union Memorial Hospital-u kakih šest ur pozneje. Preživelo ju je njunih devet otrok, ki so večinoma postali zdravniki. Pokopan je na Woodlawn Cemetery v Woodlawnu, Baltimore County, Maryland, ZDA 

Kelly je umrl kot zadnji od “Štirih doktorjev” (“The Four Doctors”), ki jih je upodobil Singer Sangent 1907 in edini, ki ga je v zdravstvenem poklicu nasledil kateri od njegovih otrok.

### Eponimi
- 'Kellyjev znak'  [24] - Če sečevod pritisnemo z arterijskimi kleščami, se bo skrčil podobno kot kača ali črv.
- 'Kellyjevo kukalo'  [25]- Proktoskop ali rektalni spekulum, naprava cevaste oblike in opremljena z zaptivačem (zapiralnim diskom ali obturatorjem).
- 'Kellyjeve klešče'  [26]- Velike kemostatične klešče; verjetno ena izmed najbolj pogostih in najbolj znanih kirurških instrumentov, ki so jih sploh kdaj iznašli.
- 'Kellyjev šiv'  [27] - Naprava za popravilo vratu mehurja, da bi popravili stresno spuščanje urina.

### Navedka
»Sveto pismo me zelo pritegne, saj je tako odlično zdravilo.« 
»Krščanstvo je posel; delo, ki traja skozi vse življenje. Bog potrebuje tri talente: da se mu popolnoma izročimo, da smo pripravljeni služiti in da vztrajamo v službi kljub neuspehom. 

### Povezave v zvezi z zgodbo o mleku
- A famous glass of milk – Birth Story, Caesarean section (carski rez)
- The milk of human kidness – partly true – kritična ocena anekdote o kozarcu mleka
- Inspirational stories
- A Doctor Pays It Forward To A Kind Woman Who Once Gave Him A Glass Of Milk By Elyse Wanshel
- The power of kindness by Mac Anderson Arhivirano 2015-12-23 na Wayback Machine.
- Africa unbound: Sweet milk of human kindness Arhivirano 2020-09-25 na Wayback Machine.
- Isaac Abekah: Paid with glass of milk[mrtva povezava]
- True story from Dr. Howard Kelly's life (YouTube: Resnična zgodba dr. Howarda Kellyja